# Lorignac
Lorignac és un municipi francès situat al departament del Charente Marítim i a la regió de la Nova Aquitània. L'any 2007 tenia 456 habitants.

## Demografia

### Població
El 2007 la població de fet de Lorignac era de 456 persones. Hi havia 199 famílies de les quals 54 eren unipersonals (27 homes vivint sols i 27 dones vivint soles), 86 parelles sense fills, 47 parelles amb fills i 12 famílies monoparentals amb fills.
La població ha evolucionat segons el següent gràfic:
Habitants censats

### Habitatges
El 2007 hi havia 336 habitatges, 205 eren l'habitatge principal de la família, 91 eren segones residències i 40 estaven desocupats. 331 eren cases i 3 eren apartaments. Dels 205 habitatges principals, 165 estaven ocupats pels seus propietaris, 30 estaven llogats i ocupats pels llogaters i 10 estaven cedits a títol gratuït; 3 tenien una cambra, 18 en tenien dues, 50 en tenien tres, 57 en tenien quatre i 78 en tenien cinc o més. 176 habitatges disposaven pel capbaix d'una plaça de pàrquing. A 124 habitatges hi havia un automòbil i a 77 n'hi havia dos o més.

### Piràmide de població
La piràmide de població per edats i sexe el 2009 era:
| Homes | Edats   | Dones |
| ----- | ------- | ----- |
| 0     | 95 o +  | 0     |
| 0     | 90 a 94 | 4     |
| 8     | 85 a 89 | 8     |
| 8     | 80 a 84 | 20    |
| 8     | 75 a 79 | 20    |
| 12    | 70 a 74 | 16    |
| 28    | 65 a 69 | 16    |
| 28    | 60 a 64 | 28    |
| 20    | 55 a 59 | 8     |
| 20    | 50 a 54 | 12    |
| 0     | 45 a 49 | 28    |
| 32    | 40 a 44 | 16    |
| 4     | 35 a 39 | 0     |
| 4     | 30 a 34 | 0     |
| 20    | 25 a 29 | 4     |
| 16    | 20 a 24 | 8     |
| 0     | 15 a 19 | 12    |
| 4     | 10 a 14 | 8     |
| 0     | 5 a 9   | 0     |
| 0     | 0 a 4   | 0     |

## Economia
El 2007 la població en edat de treballar era de 255 persones, 181 eren actives i 74 eren inactives. De les 181 persones actives 167 estaven ocupades (100 homes i 67 dones) i 14 estaven aturades (4 homes i 10 dones). De les 74 persones inactives 30 estaven jubilades, 11 estaven estudiant i 33 estaven classificades com a «altres inactius».

### Ingressos
El 2009 a Lorignac hi havia 203 unitats fiscals que integraven 452 persones, la mediana anual d'ingressos fiscals per persona era de 13.047,5 €.

### Activitats econòmiques
Dels 26 establiments que hi havia el 2007, 3 eren d'empreses de fabricació d'altres productes industrials, 6 d'empreses de construcció, 8 d'empreses de comerç i reparació d'automòbils, 3 d'empreses d'hostatgeria i restauració, 1 d'una empresa de serveis, 2 d'entitats de l'administració pública i 3 d'empreses classificades com a «altres activitats de serveis».
Dels 9 establiments de servei als particulars que hi havia el 2009, 1 era un taller de reparació d'automòbils i de material agrícola, 1 paleta, 1 guixaire pintor, 1 fusteria, 1 lampisteria, 2 electricistes, 1 perruqueria i 1 restaurant.
L'únic establiment comercial que hi havia el 2009 era una botiga de menys de 120 m².
L'any 2000 a Lorignac hi havia 46 explotacions agrícoles que ocupaven un total de 1.152 hectàrees.

## Equipaments sanitaris i escolars
El 2009 hi havia una escola maternal integrada dins d'un grup escolar amb les comunes properes formant una escola dispersa.

## Poblacions més properes
El següent diagrama mostra les poblacions més properes.